# Anna Magnani
Anna Magnani  (Rim, 7. ožujka 1908. – Rim, 26. rujna 1973.), talijanska filmska i kazališna glumica, oskarovka.
Rođena je u Rimu. Odrasla je u siromaštvu, a odgojila ju je baka s majčine strane u predgrađu.
Vrlo rano se počela zanimati za glumu, te postiže uspjehe u kazalištu.
Kasnije prelazi na film, te surađuje s najvećim poslijeratnim redateljima ( Vittorio De Sica, Pier Paolo Pasolini, Luchino Visconti, Roberto Rossellini, Jean Renoir.). Iako se odlikovala netipičom ljepotom, svoje umijeće je usavršila do maksimuma i postala poznata u domovini, a tek kasnije u svijetu. Oscara je dobila 1955. za ulogu u filmu Tetovirana ruža.
Pred kraj karijere izjavila je da je frustrira tipiziranje nje kao glasne, histerične žene iz radničke klase.
U karijeri je ostvarila četrdesetak uloga.
Roberto Rosselini bio joj je ljubavnik, a Jean Renoir izjavio je da je ona najbolja glumica s kojom je radio. Imala je sina iz braka koji je trajao od 1935. do 1950. godine. Nakon toga nije se ponovno udavala. 
Umrla je u 65. godini nakon duge borbe s rakom gušterače. Ogromna gomila obožavatelja došla joj je odati počast.
Danas počiva na groblju u Laziu.

## Vanjske poveznice
- Anna Magnani u internetskoj bazi filmova IMDb-u (engl.)